# Zamek w Bobolicach (powiat ząbkowicki)
Zamek w Bobolicach (niem. Schloss Schräbsdorf) – zabytkowy zamek we wsi Bobolice (województwo dolnośląskie), w Polsce, w powiecie ząbkowickim, w gminie Ząbkowice Śląskie.

## Historia
Renesansowy dwukondygnacyjny zamek-dwór wybudowany w 1615 r. jako  obronny, przebudowany na barokowy pałac w latach 1696-97 i w 1888 przez Ludwika von Strachwitz. Obiekt  jest częścią zespołu zamkowego, w skład którego wchodzi jeszcze park o powierzchni 4 ha powstały w XVII w.

## Architektura
Zamek wzniesiono na planie czworoboku. Wewnątrz znajduje się dziedziniec z arkadami, na który można się dostać dwiema bramami. Na obiektem góruje wieża zwieńczona hełmem w kształcie cebuli. Nad główną bramą (od zachodniej strony) znajduje się kartusz z herbem rodziny von Strachwitz, natomiast w północnym portalu herby, von: Saurma i Vogten. 

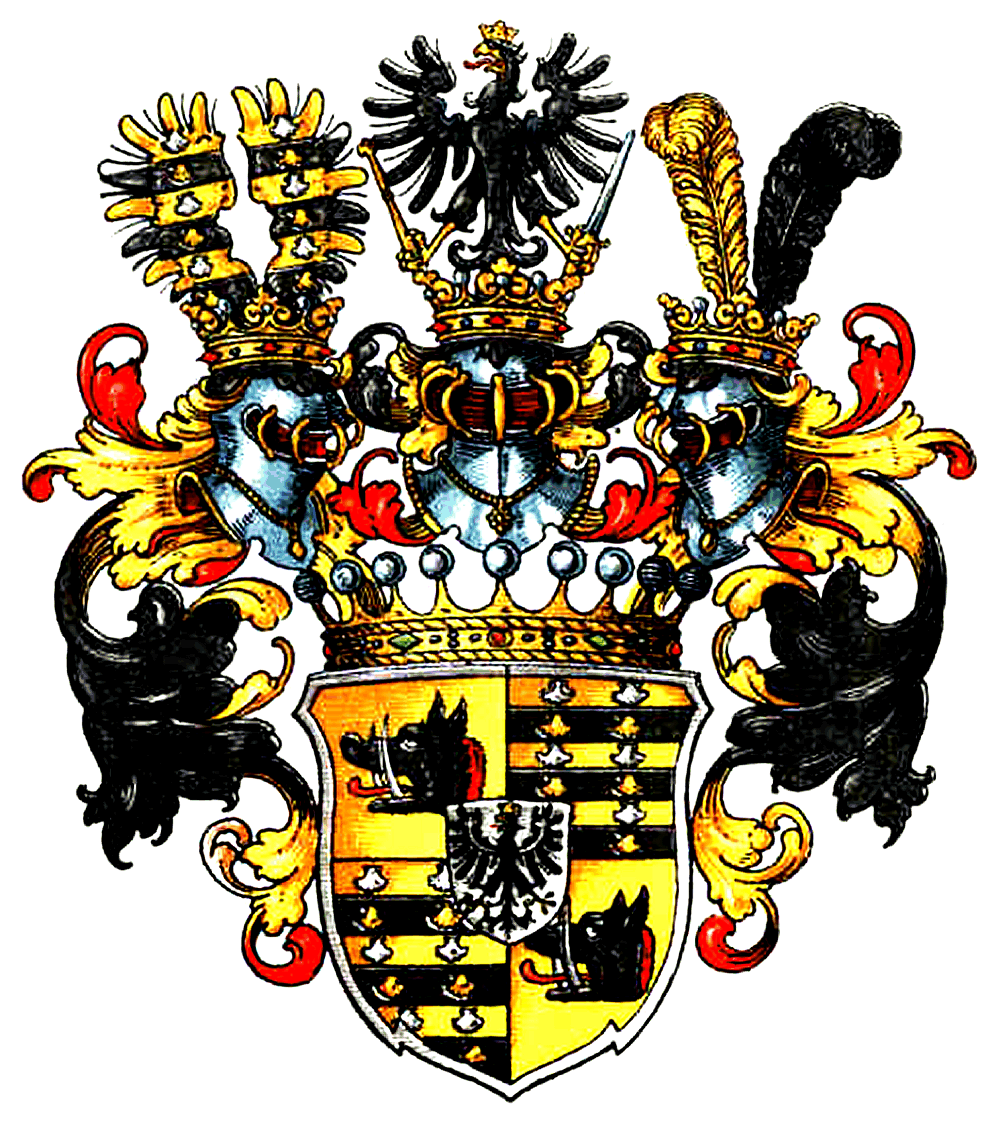
Herb  v. Strachwitz
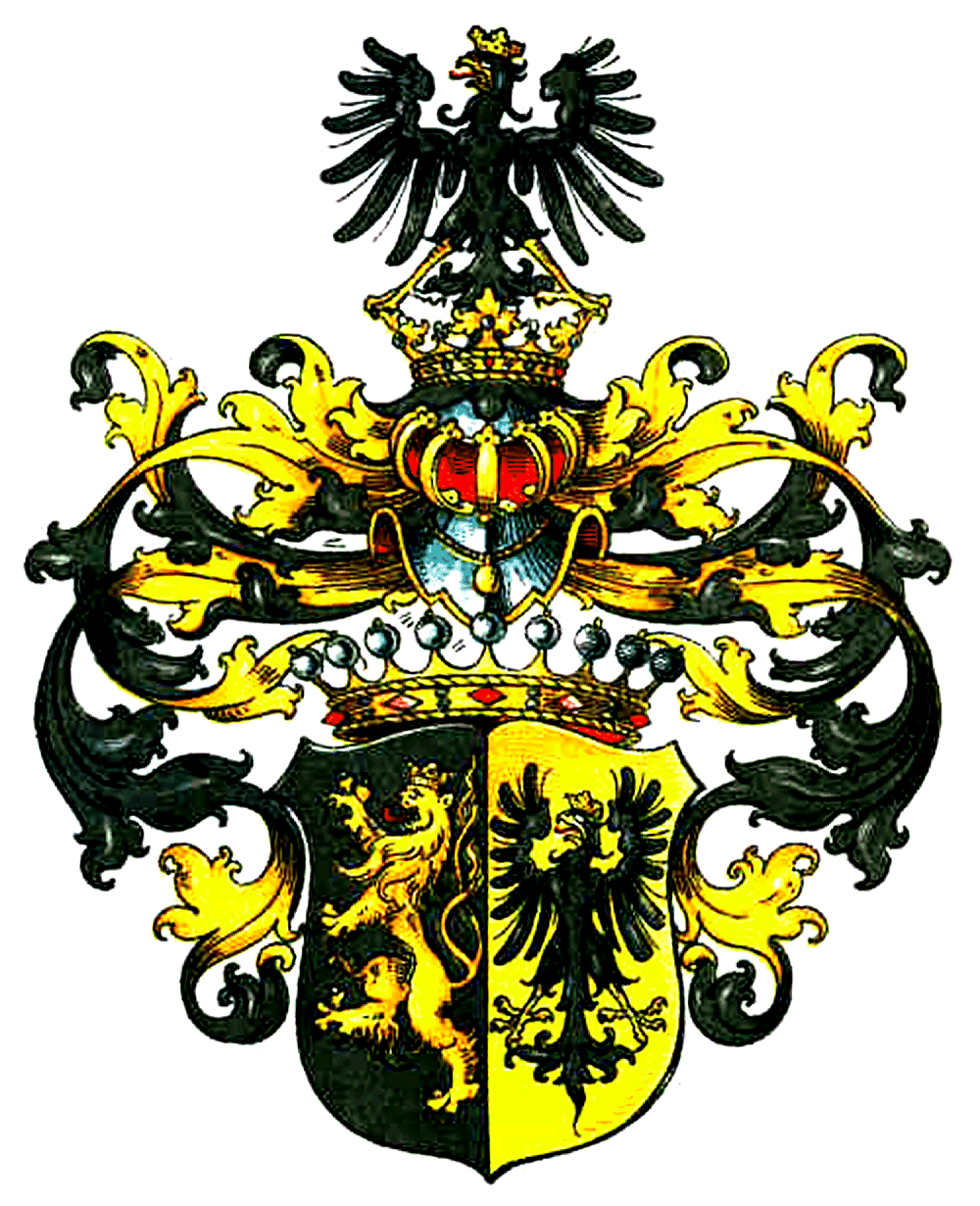
Herb v. Saurma
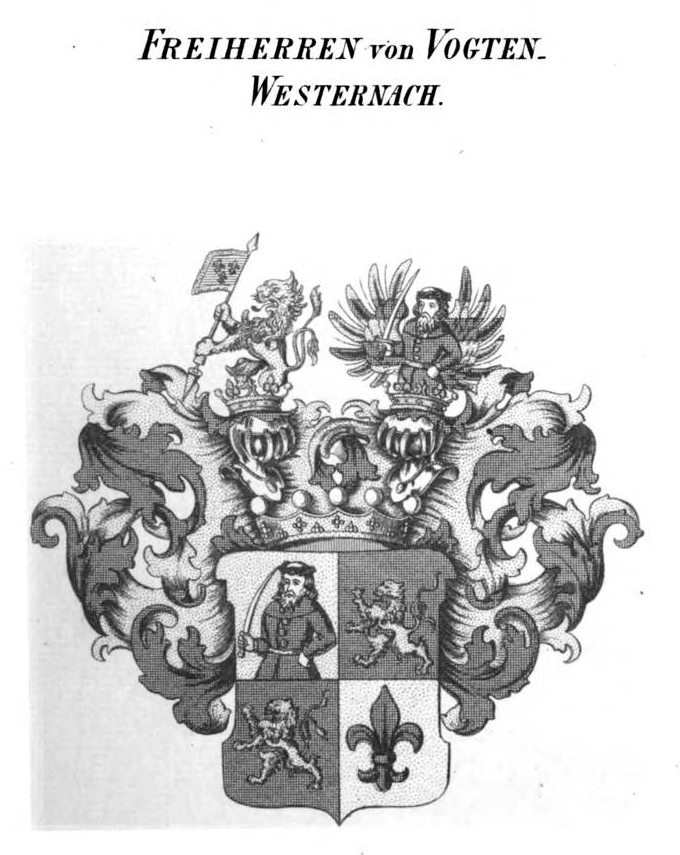
Herb v. Vogten